# Graveron-Sémerville
Graveron-Sémerville is een gemeente in het Franse departement Eure (regio Normandië) en telt 266 inwoners (1999). De plaats maakt deel uit van het arrondissement Évreux.

## Geografie
De oppervlakte van Graveron-Sémerville bedraagt 8,0 km², de bevolkingsdichtheid is 33,3 inwoners per km².
De onderstaande kaart toont de ligging van Graveron-Sémerville met de belangrijkste infrastructuur en aangrenzende gemeenten.

## Demografie
Onderstaande figuur toont het verloop van het inwonertal (bron: INSEE-tellingen).